# W. Graham Robertson

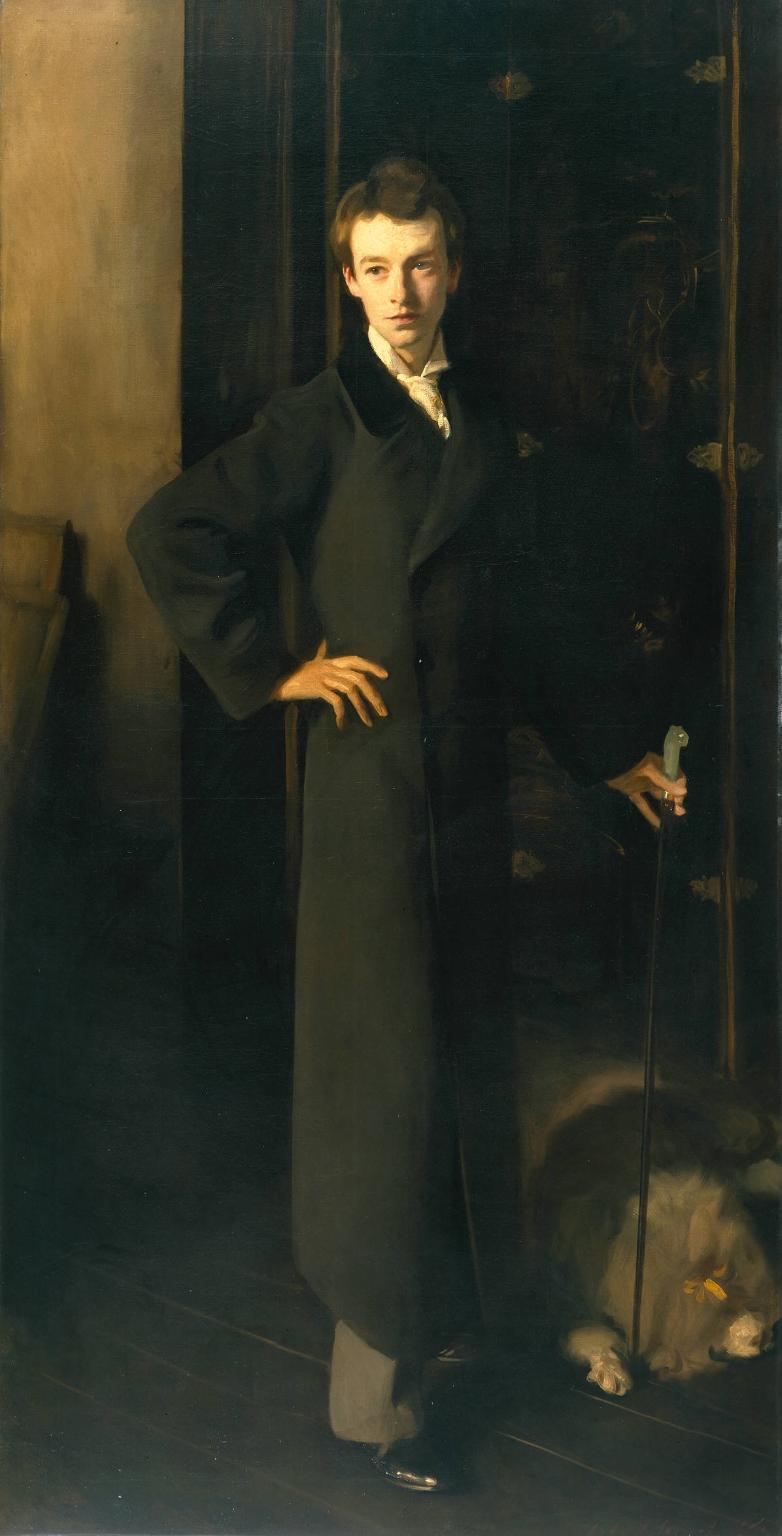
W. Graham Robertson
Gemälde von John Singer Sargent

Walford Graham Robertson (8. Juli 1866 in London – 4. September 1948) war ein britischer Maler, Illustrator, Kostümbildner und Schriftsteller.

## Leben Werk
W. Graham Robertson absolvierte Schulen in Slough und Eton, studierte an der National Art Training School in South Kensington sowie bei namhaften Künstlern –
Walter Crane, Edward Burne-Jones und Albert Moore. Überwiegend malte er Porträts und Landschaften. Er stellte 1889 in der New Gallery aus, 1891 im New English Art Club, 1896 in der Royal Society of British Artists und 1906 in der Carfax Gallery. Er schrieb Theaterstücke, Kurzgeschichten und seine Erinnerungen, Life Was Worth Living (1931). Neben der Illustration von Kinderbüchern entwarf er Bühnenkostüme für Sarah Bernhardt und Ellen Terry, in London and New York. Er malte Sarah Bernhardt als Roxanna in Adrienne Lecouvreur und auch Ellen Terry. Seine Freunde amüsierte er mit Anekdoten, berühmt war er für seinen stilsicheren Geschmack, der noch 2001 von The New York Times gepriesen wurde.
Robertson war bekannt als Sammler, insbesondere von Gemälden von William Blake und von Dante Gabriel Rossetti. Der Tate Gallery stiftete er mehr als zwanzig Kunstwerke. Unmittelbar nach seinem Tod erschien ein Katalog seiner William-Blake-Sammlung.
1953 wurde eine Sammlung seiner Briefe veröffentlicht.

## Privatleben
Laut Peter Hunt von der Cardiff University wohnte Robertson im Londoner Haus des Schriftstellers Kenneth Grahame, während dessen Gattin und dessen Sohn in Berkshire lebten.
Er hatte einen großen Freundeskreis, darunter Arthur Melville, James McNeill Whistler, Oscar Wilde und John Singer Sargent, der ihn zweimal porträtierte. Der Maler bezeichnete ihn einst „so paintable“.

## Theatertexte
- Pinkie and the Fairies, 1908
- Alexander the Great
- The Fountain of Youth, 1931, vertont von Alfred Reynolds